# Припольное
Припольное — село в Пугачёвском районе Саратовской области России. Входит в состав Давыдовского муниципального образования.

## История
В 1984 г. Указом Президиума ВС РСФСР поселок 5-го отделения совхоза имени Чапаева переименован в село Припольное.

## Население
| 2010 |
| ---- |
| 55   |